# Ragnarbo
Ragnarbo är en by i Östervåla socken, Heby kommun.
Ragnarbo omtals i dokument första gången 1538 ("Ragnareboda"). Förleden är troligen inte mansnamnet Ragnar, då det har feminin genitivform, och oftast i äldre tid skrivs Ragnilbo. I stället är det troligen kvinnonamnet Ragnhild som ursprungligen ingått i ortsnamnet. Under 1500-talet består Ragnarbo av ett kyrkotorp om 1 öresland. 